# Italia en la Eurocopa 2016
La Selección de fútbol de Italia fue uno de los 24 equipos participantes en la Eurocopa 2016, que se lleva a cabo entre el 10 de junio y el 10 de julio de 2016 en Francia.

## Clasificación
| Equipo     | Pts | PJ | PG | PE | PP | GF | GC | Dif |
| ---------- | --- | -- | -- | -- | -- | -- | -- | --- |
| Italia     | 24  | 10 | 7  | 3  | 0  | 16 | 7  | 9   |
| Croacia    | 20  | 10 | 6  | 3  | 1  | 20 | 5  | 15  |
| Noruega    | 19  | 10 | 6  | 1  | 3  | 13 | 10 | 3   |
| Bulgaria   | 11  | 10 | 2  | 3  | 5  | 9  | 12 | -3  |
| Azerbaiyán | 6   | 10 | 1  | 3  | 6  | 7  | 18 | -11 |
| Malta      | 2   | 10 | 0  | 2  | 8  | 3  | 16 | -13 |

| Fecha                   | Lugar     |            |                       | Resultado |                       |            |
| ----------------------- | --------- | ---------- | --------------------- | --------- | --------------------- | ---------- |
| 9 de septiembre de 2014 | Oslo      | Noruega    | Bandera de Noruega    | 0:2 (0:1) | Bandera de Italia     | Italia     |
| 10 de octubre de 2014   | Palermo   | Italia     | Bandera de Italia     | 2:1 (1:0) | Bandera de Azerbaiyán | Azerbaiyán |
| 13 de octubre de 2014   | Ta' Qali  | Malta      | Bandera de Malta      | 0:1 (0:1) | Bandera de Italia     | Italia     |
| 16 de noviembre de 2014 | Milán     | Italia     | Bandera de Italia     | 1:1 (1:1) | Bandera de Croacia    | Croacia    |
| 28 de marzo de 2015     | Sofía     | Bulgaria   | Bandera de Bulgaria   | 2:2 (2:1) | Bandera de Italia     | Italia     |
| 12 de junio de 2015     | Split     | Croacia    | Bandera de Croacia    | 1:1 (1:1) | Bandera de Italia     | Italia     |
| 3 de septiembre de 2015 | Florencia | Italia     | Bandera de Italia     | 1:0 (1:0) | Bandera de Malta      | Malta      |
| 6 de septiembre de 2015 | Palermo   | Italia     | Bandera de Italia     | 1:0 (1:0) | Bandera de Bulgaria   | Bulgaria   |
| 10 de octubre de 2015   | Bakú      | Azerbaiyán | Bandera de Azerbaiyán | 1:3 (1:2) | Bandera de Italia     | Italia     |
| 13 de octubre de 2015   | Roma      | Italia     | Bandera de Italia     | 2:1 (0:1) | Bandera de Noruega    | Noruega    |

## Jugadores
| #     | Nombre                | Posición       | Edad                               | Part.         | Goles         | Club                |
| ----- | --------------------- | -------------- | ---------------------------------- | ------------- | ------------- | ------------------- |
| 1     | Gianluigi Buffon      | Portero        | 28 de enero de 1978 (-39 años)     | 157           | 0             | Juventus            |
| 2     | Mattia De Sciglio     | Defensa        | 20 de octubre de 1992 (-24 años)   | 22            | 0             | Milan               |
| 3     | Giorgio Chiellini     | Defensa        | 14 de agosto de 1984 (-32 años)    | 84            | 6             | Juventus            |
| 4     | Matteo Darmian        | Defensa        | 2 de diciembre de 1989 (-27 años)  | 22            | 1             | Manchester United   |
| 5     | Angelo Ogbonna        | Defensa        | 23 de mayo de 1988 (-29 años)      | 11            | 0             | West Ham United     |
| 6     | Antonio Candreva      | Centrocampista | 28 de febrero de 1987 (-30 años)   | 38            | 4             | Lazio               |
| 7     | Simone Zaza           | Delantero      | 25 de junio de 1991 (-25 años)     | 11            | 1             | Juventus            |
| 8     | Alessandro Florenzi   | Centrocampista | 11 de marzo de 1991 (-26 años)     | 17            | 2             | Roma                |
| 9     | Graziano Pellè        | Delantero      | 15 de julio de 1985 (-31 años)     | 13            | 5             | Southampton         |
| 10    | Thiago Motta          | Centrocampista | 28 de agosto de 1982 (-34 años)    | 26            | 1             | Paris Saint-Germain |
| 11    | Ciro Immobile         | Delantero      | 20 de febrero de 1990 (-27 años)   | 13            | 1             | Torino              |
| 12    | Salvatore Sirigu      | Portero        | 12 de enero de 1987 (-30 años)     | 16            | 0             | Paris Saint-Germain |
| 13    | Federico Marchetti    | Portero        | 7 de febrero de 1983 (-34 años)    | 11            | 0             | Lazio               |
| 14    | Stefano Sturaro       | Centrocampista | 9 de marzo de 1993 (-24 años)      | 1             | 0             | Juventus            |
| 15    | Andrea Barzagli       | Defensa        | 8 de mayo de 1981 (-36 años)       | 56            | 0             | Juventus            |
| 16    | Daniele De Rossi      | Centrocampista | 24 de julio de 1983 (-33 años)     | 103           | 18            | Roma                |
| 17    | Éder                  | Delantero      | 15 de noviembre de 1986 (-30 años) | 10            | 2             | Inter de Milan      |
| 18    | Marco Parolo          | Centrocampista | 25 de enero de 1985 (-32 años)     | 20            | 0             | Lazio               |
| 19    | Leonardo Bonucci 2.°  | Defensa        | 1 de mayo de 1987 (-30 años)       | 57            | 3             | Juventus            |
| 20    | Lorenzo Insigne       | Delantero      | 4 de junio de 1991 (-26 años)      | 9             | 2             | Napoli              |
| 21    | Federico Bernardeschi | Centrocampista | 16 de febrero de 1994 (-23 años)   | 4             | 0             | Fiorentina          |
| 22    | Stephan El Shaarawy   | Centrocampista | 27 de octubre de 1992 (-24 años)   | 19            | 3             | Roma                |
| 23    | Emanuele Giaccherini  | Centrocampista | 5 de mayo de 1985 (-32 años)       | 25            | 3             | Bologna             |
| D. T. | Antonio Conte         | Antonio Conte  | Antonio Conte                      | Antonio Conte | Antonio Conte | Antonio Conte       |

## Participación

### Grupo E
| Selección | Pts | PJ | PG | PE | PP | GF | GC | Dif |
| --------- | --- | -- | -- | -- | -- | -- | -- | --- |
| Italia    | 6   | 3  | 2  | 0  | 1  | 3  | 1  | 2   |
| Bélgica   | 6   | 3  | 2  | 0  | 1  | 4  | 2  | 2   |
| Irlanda   | 4   | 3  | 1  | 1  | 1  | 2  | 4  | −2  |
| Suecia    | 1   | 3  | 0  | 1  | 2  | 1  | 3  | −2  |

| 13 de junio de 2016, 21:00 | Bélgica | 0:2 (0:1) | Italia                         | Stade des Lumières, Lyon                                     |                                                              |
|                            |         | Reporte   | Giaccherini 32' · Pellè 90'+3' | Asistencia: 55 408 espectadores Árbitro(s): Mark Clattenburg | Asistencia: 55 408 espectadores Árbitro(s): Mark Clattenburg |

| 17 de junio de 2016, 15:00 | Italia   | 1:0 (0:0) | Suecia | Stade de Toulouse, Toulouse                               |                                                           |
|                            | Éder 88' | Reporte   |        | Asistencia: 29 600 espectadores Árbitro(s): Viktor Kassai | Asistencia: 29 600 espectadores Árbitro(s): Viktor Kassai |

| 22 de junio de 2016, 21:00                          | Italia | 0:1 (0:0) | Irlanda   | Stade Pierre-Mauroy, Lille                                 |                                                            |
|                                                     |        | Reporte   | Brady 85' | Asistencia: 44 268 espectadores Árbitro(s): Ovidiu Haţegan | Asistencia: 44 268 espectadores Árbitro(s): Ovidiu Haţegan |
| Primera clasificación de Irlanda a octavos de final |        |           |           |                                                            |                                                            |

### Octavos de final
| 27 de junio de 2016, 18:00 | Italia                       | 2:0 (1:0) | España | Stade de France, Saint-Denis                             |                                                          |
|                            | Chiellini 33' · Pellé 90'+1' | Reporte   |        | Asistencia: 76 165 espectadores Árbitro(s): Cüneyt Çakır | Asistencia: 76 165 espectadores Árbitro(s): Cüneyt Çakır |

### Cuartos de final
| 2 de julio de 2016, 21:00 | Alemania                                                                                | 1:1 (1:1, 0:0) (t. s.)(6:5 p.) | Italia                                                                                    | Stade Matmut Atlantique, Burdeos                          |                                                           |
|                           | Özil 65'                                                                                | Reporte                        | Bonucci 78' (pen.)                                                                        | Asistencia: 38 764 espectadores Árbitro(s): Viktor Kassai | Asistencia: 38 764 espectadores Árbitro(s): Viktor Kassai |
|                           |                                                                                         | Tiros desde el punto penal     |                                                                                           |                                                           |                                                           |
|                           | Kroos · Müller · Özil · Draxler · Schweinsteiger · Hummels · Kimmich · Boateng · Hector |                                | Insigne · Zaza · Barzagli · Pellè · Bonucci · Giaccherini · Parolo · De Sciglio · Darmian |                                                           |                                                           |

## Estadísticas

### Posiciones

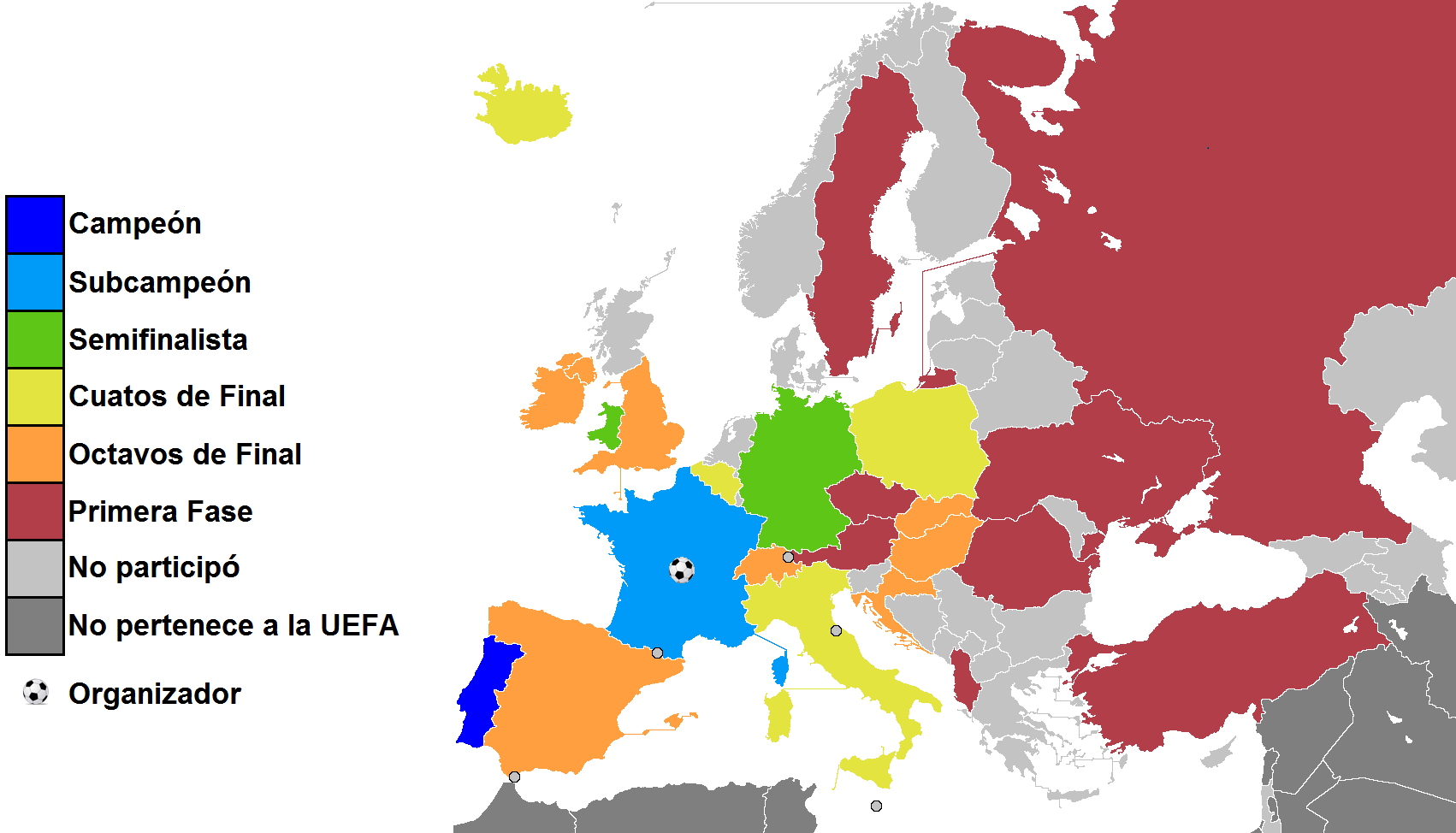
Mapa según los resultados de la Eurocopa 2016.

#### Clasificación general
| Equipo | Equipo            | Pts | PJ | PG | PE | PP | GF | GC | Dif | Rend  |
| ------ | ----------------- | --- | -- | -- | -- | -- | -- | -- | --- | ----- |
| 1      | Portugal          | 13  | 7  | 3  | 4  | 0  | 9  | 5  | 4   | 61.9% |
| 2      | Francia           | 16  | 7  | 5  | 1  | 1  | 13 | 5  | 8   | 76.2% |
| 3      | Gales             | 12  | 6  | 4  | 0  | 2  | 10 | 6  | 4   | 66.7% |
| 4      | Alemania          | 11  | 6  | 3  | 2  | 1  | 7  | 3  | 4   | 61.1% |
| 5      | Italia            | 10  | 5  | 3  | 1  | 1  | 6  | 2  | 4   | 66.7% |
| 6      | Bélgica           | 9   | 5  | 3  | 0  | 2  | 9  | 5  | 4   | 60%   |
| 7      | Polonia           | 9   | 5  | 2  | 3  | 0  | 4  | 2  | 2   | 60%   |
| 8      | Islandia          | 8   | 5  | 2  | 2  | 1  | 8  | 9  | −1  | 53.3% |
| 9      | Croacia           | 7   | 4  | 2  | 1  | 1  | 5  | 4  | 1   | 58.3% |
| 10     | España            | 6   | 4  | 2  | 0  | 2  | 5  | 4  | 1   | 50%   |
| 11     | Suiza             | 6   | 4  | 1  | 3  | 0  | 3  | 2  | 1   | 50%   |
| 12     | Inglaterra        | 5   | 4  | 1  | 2  | 1  | 4  | 4  | 0   | 41.7% |
| 13     | Hungría           | 5   | 4  | 1  | 2  | 1  | 6  | 8  | −2  | 41.7% |
| 14     | Eslovaquia        | 4   | 4  | 1  | 1  | 2  | 3  | 6  | −3  | 33.3% |
| 15     | Irlanda           | 4   | 4  | 1  | 1  | 2  | 3  | 6  | −3  | 33.3% |
| 16     | Irlanda del Norte | 3   | 4  | 1  | 0  | 3  | 2  | 3  | −1  | 25%   |
| 17     | Turquía           | 3   | 3  | 1  | 0  | 2  | 2  | 4  | −2  | 33.3% |
| 18     | Albania           | 3   | 3  | 1  | 0  | 2  | 1  | 3  | −2  | 33.3% |
| 19     | Rumania           | 1   | 3  | 0  | 1  | 2  | 2  | 4  | −2  | 11.1% |
| 20     | Suecia            | 1   | 3  | 0  | 1  | 2  | 1  | 3  | −2  | 11.1% |
| 21     | República Checa   | 1   | 3  | 0  | 1  | 2  | 2  | 5  | −3  | 11.1% |
| 22     | Austria           | 1   | 3  | 0  | 1  | 2  | 1  | 4  | −3  | 11.1% |
| 23     | Rusia             | 1   | 3  | 0  | 1  | 2  | 2  | 6  | −4  | 11.1% |
| 24     | Ucrania           | 0   | 3  | 0  | 0  | 3  | 0  | 5  | −5  | 0%    |

### Goleadores
| Jugador              | Goles | PJ | Minuto |
| -------------------- | ----- | -- | ------ |
| Graziano Pellè       | 2     | 4  | 180'   |
| Éder                 | 1     | 4  | 352'   |
| Giorgio Chiellini    | 1     | 4  | 389'   |
| Emanuele Giaccherini | 1     | 4  | 390'   |
| Leonardo Bonucci     | 1     | 5  | 480'   |